# عشق بدوی
عشق بدوی (ایتالیایی: L'amore primitivo) یک فیلم کمدی سکسی سبک ایتالیایی به کارگردانی لوئیجی اسکاتینی است که در سال ۱۹۶۴ منتشر شد و رگه‌هایی از سبک فیلم‌های موندو را هم داراست. فیلم‌برداری این فیلم در ماه مه ۱۹۶۴ انجام شد.

## گزیدهٔ بازیگران
- جین منسفیلد
- فرانکو فرانکی
- چیچو اینگراسیا
- میکی هارگیتای
- لوچیا مودونیو